# Project Hail Mary
Project Hail Mary (titulada: Proyecto Fin del mundo en Hispanoamérica, Proyecto Salvación  en España) es una próxima película de aventuras de ciencia ficción estadounidense producida y dirigida por Phil Lord y Christopher Miller a partir de un guion de Drew Goddard, basado en la novela de 2021 del mismo nombre de Andy Weir. La película está protagonizada por Ryan Gosling (quien también es productor de la película), Sandra Hüller y Milana Vayntrub.
Está previsto que Proyecto Hail Mary se estrene en Estados Unidos por Amazon MGM Studios el 20 de marzo de 2026.

## Premisa
El astronauta Ryland Grace se despierta en una nave espacial sin recordar nada de sí mismo ni de su misión. Lentamente deduce que es el único sobreviviente de una tripulación enviada al sistema solar de Tau Ceti en busca de una solución a un evento catastrófico en la Tierra. En su búsqueda de respuestas, Grace deberá confiar en su vasto conocimiento científico, su ingenio y su voluntad humana, pero quizá no tenga que buscar solo.

## Reparto
- Ryan Gosling como Ryland Grace, un único astronauta sobreviviente que está en una misión para salvar a la humanidad.
- Sandra Hüller como Eva Stratt, la superiora de Ryland
- Milana Vayntrub
- Lionel Boyce
- Ken Leung

## Producción
En marzo de 2020, Metro-Goldwyn-Mayer estaba cerca de llegar a un acuerdo para adquirir el proyecto, una adaptación de la entonces próxima novela de Andy Weir, Project Hail Mary, con Ryan Gosling listo para protagonizar y producir la película.  Los derechos de la novela fueron adquiridos por 3 millones de dólares. En mayo, Phil Lord y Christopher Miller fueron contratados para dirigir y producir la película. Drew Goddard (quien previamente adaptó The Martian de Weir a un largometraje ) fue contratado para escribir el guion el mes siguiente. En abril de 2024, Amazon MGM Studios, que adquirió Metro-Goldwyn-Mayer en 2022, anunció una posible ventana de estreno para la película en 2026. En mayo de 2024, Sandra Hüller se unió al elenco de la película, con Greig Fraser contratado como director de fotografía. En junio, Milana Vayntrub se unió al elenco.
La fotografía principal comenzó el 3 de junio de 2024 en el Reino Unido y finalizó el 26 de octubre de 2024.

## Marketing
El tráiler oficial se lanzó el 30 de junio de 2025.

## Estreno
Project Hail Mary Está previsto que se estrene el 20 de marzo de 2026 en Estados Unidos por Amazon MGM Studios y a nivel internacional por Sony Pictures Releasing . La película también se estrenará en IMAX.